# Markus Sjöbrink
Markus Sigfrid Sjöbrink, född 12 april 1996 i Eksjö, är en svensk handbollsspelare (mittsexa).

## Karriär
Markus Sjöbrink inledde sin handbollskarriär i Eksjö BK i hemstaden. Som 15-åring debuterade han i seniorlaget, han förstod tidigt att han  behövde lämna hemstaden om han skulle bli något i handboll. När det var dags för gymnasieval hamnade valet på Aspero Idrottsgymnasium i Halmstad och spelade i HK Drott.  Som 19-åring i Drott blev han lagkapten trots sin unga ålder.  2016 gick flyttlasset till Eskilstuna för spel i GUIF, där blev han den första spelaren som gjorde mål i deras nybyggda arena Stiga Sports Arena 2017. 
Sjöbrink lämnade GUIF 2018 och skrev på ett två års kontrakt med LUGI 
Efter tre år i Lund blev det Sjöbrinks tur att prova lyckan utomlands i schweiziska storklubben Pfadi Winterthur, men proffslivet blev inte långvarigt. I september 2021 blev han diagnostiserad med cancer, så han valde att bryta kontraktet och flytta hem till Sverige igen. I oktober samma år blev han opererad och blev efter det friskförklarad. I februari 2022 blev han klar för IFK Skövde tanken var att han skulle träna sig i form till nästkommande säsong i IFK och göra någon match i klubbens andralag HK Skövde, men redan i mars fick han sitta på bänken när Skövde mötte IFK Kristianstad. 